# Ходонович, Святослав Святославич
Святослав Святославич Ходонович (творческий псевдоним — Svet) (р. 23 апреля 1980 года, Минск, Белоруссия — ум. 12 сентября 2008 года, Минск) — белорусский музыкант, певец и композитор, лидер блюзового коллектива «Svet Boogie Band».

## Биография
Святослав Ходонович родился 23 апреля 1980 года в Минске.
В 2003 году, ещё в студенческие годы, начал выступать с концертами в составе блюзового дуэта «Svet & Al» (с Алексеем «Al» Шиловичем), который позже перерастёт в квартет «Svet Boogie Band».
Являлся автором музыки и текстов основного англоязычного репертуара песен коллектива, с которыми в 2006 году группа выиграла белорусский отборочный тур международного конкурса «The Global Battle Of The Bands», получив право выступить в финале в Лондоне.
12 сентября 2008 года трагически погиб в результате ДТП под колесами автомобиля в Минске.

## Память
В сентябре 2012 года состоялась премьера документального фильма «SVET» о белорусском блюзмене, продюсер и режиссёр Елена Цагельская.